# Benzoile

La struttura del gruppo benzoile in (blu).

In chimica organica, il benzoile è un gruppo funzionale che si ottiene dall'acido benzoico C6H5-CO–OH togliendo l'ossidrile (OH), ed ha quindi formula C6H5-CO–. È un acile e in particolare un aroile, in cui al carbonile >C=O è unito al fenile (Ph), cioè un arile (il più semplice), per cui viene a volte rappresentato come Ph-CO– o anche semplicemente PhCO–. Allorché in reazioni o schemi di reazione non si modifichi, per semplicità viene utilizzato il suo simbolo, che è Bz. Il nome deriva da benz(ene)+oile, il suffisso che designa gli acili.
Il termine "benzoile" non dev'essere confuso con benzile (simbolo: Bn), avente formula C6H5-CH2–.

## Nomenclatura
Oltre all'acido benzoico, il cloruro di benzoile (PhCO–Cl) è un composto molto rappresentativo per il gruppo funzionale, in quanto si presta facilmente ad essere trasformato in diversi altri derivati benzoilici: chetoni, come acetofenone (PhCO–CH3) e benzofenone (PhCO–Ph); esteri, come i benzoati alchilici (PhCO–OR) o arilici (PhCO–OAr), o anche benzoati salini, come il benzoato di sodio (PhCO–ONa); ammidi, come la benzammide (PhCO–NH2). Il radicale C6H5-CO•, corrispondente al gruppo funzionale, può essere ottenuto per irradiazione (fotolisi) del difenilgliossal (PhCOCOPh).

## Composti benzoilici
In natura il benzoile è presente nel tioestere benzoil-CoA. Benzoil esteri e ammidi sono composti noti in chimica organica. Gli esteri sono utilizzati come gruppo di protezione nel campo della sintesi organica, e possono essere facilmente rimossi per idrolisi in una soluzione  basica diluita. Il Benzoil-β-D-glucoside è una sostanza che si trova in natura in una specie di felce detta Pteris ensiformis.